# Malá Stolová
Malá Stolová je hora v Moravskoslezských Beskydech na severní rozsoše Kněhyně, necelé 2 km západně od Horní Čeladné a 5,5 km východně od Trojanovic. Zalesněno mladým smrkovým lesem, z vrcholové plošiny pěkné výhledy.

## Přístup
Nejjednodušší přístup je od rozcestí Malá Stolová pod sedlem s Kněhyní, kam vede červená turistická značka z Horní Čeladné (5 km) a z Pusteven (5,5 km) a žlutá značka z Kunčic pod Ondřejníkem (4,5 km). Od zmíněného rozcestí je vrchol 400 m severovýchodně po neznačené lesní cestě.